# Rwandese gemeenschap in België
Met de Rwandese gemeenschap in België worden in België wonende Rwandezen, of Belgen van Rwandese afkomst bedoeld. 

## Geschiedenis
Hoewel Rwanda van 1916 tot 1962 door België geregeerd werd (tussen 1924 en 1962 samen met Burundi onder de naam Ruanda-Urundi), valt de migratie van Rwandezen naar België pas in latere decennia te situeren. Vooral in de jaren 1990 is zij geconcentreerd, toen veel mensen de Rwandese genocide ontvluchtten. Andere motieven om uit Rwanda te migreren, zijn hoofdzakelijk studeren in België en gezinsredenen (zoals gezinshereniging).

## Bekende Belgen van Rwandese afkomst
- Jean Bosco Safari, zanger
- Mungu Cornelis, acteur en komiek
- Dalilla Hermans, schrijfster en columniste
- Jennifer Heylen, actrice
- Lies Lefever, cabaretière
- Stromae, zanger
- Wouter Van Bellingen, politicus
- Mechtilde van Mechelen, actrice